# Linden (Texas)
Linden is een plaats (city) in de Amerikaanse staat Texas, en valt bestuurlijk gezien onder Cass County.

## Demografie
Bij de volkstelling in 2000 werd het aantal inwoners vastgesteld op 2256.
In 2006 is het aantal inwoners door het United States Census Bureau geschat op 2190, een daling van 66 (-2,9%).

## Geografie
Volgens het United States Census Bureau beslaat de plaats een oppervlakte van
9,1 km², geheel bestaande uit land. Linden ligt op ongeveer 92 m boven zeeniveau.

## Plaatsen in de nabije omgeving
De onderstaande figuur toont nabijgelegen plaatsen in een straal van 28 km rond Linden.

## Beroemde inwoners
Drie beroemde muzikanten hebben een (groot) deel van hun jeugd in Linden gewoond.
- Scott Joplin (1868–1917), pianist.
- T-Bone Walker (1910-1975), bluesgitarist.
- Don Henley (1947), rockdrummer en -zanger.